# Distichophyllum lixii
Distichophyllum lixii är en bladmossart som beskrevs av Thériot 1932. Distichophyllum lixii ingår i släktet Distichophyllum och familjen Hookeriaceae. Inga underarter finns listade i Catalogue of Life.